# Покровка (Шаранский район)
Покровка (баш. Покровка) — деревня в Шаранском районе Республики Башкортостан Российской Федерации. Входит в состав Мичуринского сельсовета. 

## География

### Географическое положение
Находится в северо-восточной части района, у границы с Чекмагушевским районом. Расстояние до:
- районного центра (Шаран): 35 км,
- центра сельсовета (Мичуринск): 17 км,
- ближайшей ж/д станции (Туймазы): 77 км.

## История
Посёлок Покровский Шаранской волости Белебеевского кантона Башкирской АССР, находившийся в 20 верстах от села Шаран, возник после 1920 года. В 1925 году в нём было 11 хозяйств, преобладали русские.
Обозначена на карте 1987 года как деревня с населением около 40 человек.
В 1989 году население — 14 человек (3 мужчины, 11 женщин).
В 2002 году — 12 человек (6 мужчин, 6 женщин), чуваши (75 %).
В 2010 году — 8 человек (4 мужчины, 4 женщины).

## Население
| 2002 | 2009 | 2010 |
| ---- | ---- | ---- |
| 12   | ↘7   | ↗8   |